# 11216 Billhubbard
11216 Billhubbard è un asteroide della fascia principale. Scoperto nel 1999, presenta un'orbita caratterizzata da un semiasse maggiore pari a 2,2553639 UA e da un'eccentricità di 0,1595638, inclinata di 2,07337° rispetto all'eclittica.